# Corsi-Rosenthalova škatla
Corsi-Rosenthalova škatla, imenovana tudi Corsi-Rosenthalova kocka ali kocka Comparetto, je zasnova za čistilnik zraka, ki ga lahko razmeroma poceni naredite sami. Zasnovan je bil med pandemijo COVID-19 z namenom znižanja ravni virusnih delcev v zraku v zaprtih prostorih.

## Ozadje in zgodovina
Odkar je Svetovna zdravstvena organizacija 11. marca 2020 razglasila pandemijo covida-19, se kopičijo dokazi, vključno z vedno večjim številom strokovno pregledanih raziskav, da se virus hudega akutnega respiratornega sindroma 2 (SARS-CoV-2), ki povzroča covid-19, prenaša po zraku.   Dogodki superširjenja so na splošno povezani z zbiranji v zaprtih prostorih.  Ob kopičenju podatkov in priporočil raziskovalcev nalezljivih bolezni  so inženirji začeli razmišljati o tem, kako bi lahko z izboljšanjem prezračevanja zmanjšali virusno obremenitev v zaprtih prostorih.
Naprave za čiščenje zraka s filtracijo HEPA so lahko drage, pogosto stanejo precej več kot 500 USD.  Avgusta 2020 je Richard Corsi, okoljski inženir in prihajajoči dekan inženirstva na Univerzi Kalifornije v Davisu (UC Davis), govoril z novinarjem revije Wired Adamom Rogersom o ideji o kombiniranju več filtrov, kupljenih v trgovini, s škatlastim ventilatorjem za izboljšanje učinkovitosti doma narejenih modelov zračnih filtrov. Rogers je stopil v stik z Jimom Rosenthalom, izvršnim direktorjem proizvajalca filtrov Tex-Air Filters, ki je sodeloval s podjetjem Corsi na Univerzi v Teksasu in v teksaškem oddelku Ameriške fundacije za astmo in alergije, da opravi nekaj testov z enim samim zračnim filtrom, pritrjenim na škatlast ventilator. Navdihnjen s Corsijevo idejo o uporabi več filtrov je Rosenthal pozneje prišel do zasnove s 5 filtri. Rosenthal ga je poimenoval po Corsiju, čeprav je po članku v New York Timesu, ki je omenil škatle s tem imenom, Corsi tvitnil, da ima Rosenthal res zasluge in da mu bolj ustreza ime Corsi-Rosenthalova škatla. 

## Zasnova
Corsi-Rosenthalova škatla je bila sprva sestavljena iz petih filtrov za peči, po možnosti z ravnijo filtriranja MERV13 ali višjo, ki so tvorili stranice in dno kocke.  20 in (500 mm) škatlasti ventilator je nameščen na vrhu in z lepilnim trakom pritrjen na filtre, da sistem tesni in zrak tako vleče skozi filtre navzgor in iz škatle.   Novejša zasnova, znana tudi kot kocka Comparetto, uporablja štiri filtre in kartonsko podlago, ki se lahko postavi neposredno na tla. Rosenthal je pozneje še izboljšal zasnovo z dodajanjem pokrovov iz kartona ali podobnih materialov, ki so pokrivali vogale ventilatorja škatle, da bi izboljšal učinkovitost in zmanjšal povratni tok. 
Filtrirne enote je mogoče sestaviti v približno petnajstih minutah, zdržijo mesece in stanejo med 50 in 150 USD v materialu. 

## Učinkovitost
Delci virusa v zraku so velikosti od 1 do 50 mikronov (μm). Rosenthal je uporabil testno opremo svojega HVAC podjetja za izvedbo neformalnega testa zasnove, v katerem je ugotovil, da je sistem odstranil približno 60 % 1-μm delcev in skoraj 90 % 10-μm delcev. Raziskovalci UC Davis so avgusta 2021 v študiji primera ocenili hitrosti dovajanja čistega zraka (CADR) za 75 ameriških dolarjev med 165 in 239 (odvisno od hitrosti ventilatorja). Oktobra 2021 je Corsi za GBH News povedal, da »ljudje zdaj poročajo o hitrosti dovajanja čistega zraka 600 cu ft/min (280 L/s). To je fenomenalno. To je pravzaprav bolje kot pri številnih dražjih prenosnih čistilnikih zraka na osnovi HEPA.« 
Aprila 2022 je skupina s sedežem na UC Davis objavila raziskavo Corsi-Rosenthalove škatle, v kateri so uporabili pet 2-palčnih filtrov ravni MERV-13. Ugotovili so, da se pri tej zasnovi »efektivna hitrost dovajanja čistega zraka [CADR] povečuje [d] s hitrostjo ventilatorja, od približno 600 do 850 ft 3 min −1 (1019 do 1444 m 3 h −1 )«.  Ocenjeni strošek delovanja je znašal 0,08 USD na CADR ali približno desetkrat manj od komercialnih čistilnikov zraka s tišjim delovanjem.
Raziskava z doma zgrajenim čistilnikom zraka za odstranjevanje dima požara v naravi z uporabo ventilatorja in filtra, nameščenega v oknu, je pokazala, da se je količina trdnih delcev velikosti med 1 in 10  μm zmanjšala za približno 75 %. V reviji Wired so zapisali, da ta raziskava morda kaže na učinkovitost podobnih filtrov za filtriranje virusnih delcev, ki so po velikosti podobni preučevanim delcem.